# Kraktjärnen
Kraktjärnen är en sjö i Ludvika kommun i Dalarna och ingår i Göta älvs huvudavrinningsområde. Sjöns area är 0,021 kvadratkilometer och den är belägen 302 meter över havet.